# Lindebladrolgalmug
De lindebladrolgalmug (Dasineura tiliae) is een muggensoort uit de familie van de galmuggen (Cecidomyiidae). De wetenschappelijke naam van de soort is voor het eerst geldig gepubliceerd in 1803 door Schrank.